# Cat Person
Pour les articles homonymes, voir Cat.
Cat Person est une nouvelle écrite par Kristen Roupenian publiée en décembre 2017 dans The New Yorker. L'histoire évoque une rencontre suivie d'une relation sexuelle consentie. Elle est devenue virale sur internet, et a donné lieu à de nombreux débats, sur les sites de réseautages sociaux notamment, concernant les rencontres et les relations sexuelles contemporaines.